# Angelo Rozzoni
Angelo Rozzoni (1911 – 27 aprile 1985) è stato un giornalista italiano, per oltre 25 anni vicedirettore de Il Giorno di Milano quando era di proprietà dell'Eni.

## Biografia
Figlio di un rotativista del Corriere della Sera, prima del 1944 inizia a lavorare nella redazione sportiva del Popolo d'Italia insieme a Nino Nutrizio, in seguito direttore della Notte. Nel dopoguerra lavora come grafico al giornale di Giustizia e Libertà, Italia Libera; dopo la caduta del governo Parri diventa prima capocronista a Il Tempo di Milano, l'edizione lombarda della testata romana di proprietà di Renato Angiolillo, quindi alla Patria, entrambi due quotidiani meteora.
Nell'aprile 1956, su indicazione di Paolo Murialdi, va al Giorno fondando insieme al direttore Gaetano Baldacci il quotidiano voluto da Enrico Mattei. Baldacci ha le idee, Rozzoni ("spalla intelligente e vulcanica") le realizza come capo della struttura giornalistica. Vittorio Emiliani ricorderà: "In vita mia ho visto pochi reggere la tipografia come Angelo Rozzoni". E guiderà di fatto il giornale anche in seguito, con i direttori Italo Pietra e Gaetano Afeltra. Solo nel 1971 lascia il quotidiano per fondare Il Milanese, settimanale edito da Mondadori (tra i collaboratori anche Sveva Casati Modignani). L'iniziativa non ha successo, quindi Rozzoni torna al Giorno con lo stesso incarico precedente. Se ne andrà nel 1981, sotto la direzione di Guglielmo Zucconi, per poi lavorare come consulente per la Gazzetta dello sport.
Severo, esigente, "un professionista come pochi" dirà di lui Giampaolo Pansa, "da sempre una colonna de Il Giorno" aggiungerà Marco Nozza, alla sua scuola si sono formati nomi importanti del giornalismo italiano, da Giorgio Bocca a Giampaolo Pansa e Bernardo Valli. Assumerà Tiziano Terzani ancora alle prime armi e nel 1959 manderà per un paio d'anni a Parigi Marco Pannella per fare il vice della corrispondente Elena Guicciardi e coprire il turno di notte dal momento che in quel periodo il quotidiano aveva in esclusiva i servizi di France Soir.
Malato da anni di diabete, è morto nell'aprile 1985.